# Ostojići (Dvor)
Ostojići falu Horvátországban, Sziszek-Monoszló megyében. Közigazgatásilag Dvorhoz tartozik.

## Fekvése
Sziszek városától légvonalban 44, közúton 68 km-re délnyugatra, községközpontjától légvonalban 23, közúton 26 km-re északnyugatra a Báni végvidék déli részén fekszik.

## Története
Nevét a faluban és a szomszédos Žirovacon is jelentős számban élő Ostojić családról kapta. (A név az Ostoja személynévből származik). A család letelepedésének előzményeként az 1683 és 1699 között felszabadító harcokban a keresztény seregek kiűzték a térségből a törököt és a török határ az Una folyóhoz került vissza. Ezután a török uralom alatt maradt boszniai Unamentéről és Közép-Boszniából pravoszláv szerb családok érkeztek a felszabadított területekre. Ostojići benépesülése is ebben az időszakban kezdődött, majd több hullámban a 18. században is folytatódott. 1696-ban a szábor a bánt tette meg a Kulpa és az Una közötti határvédő erők parancsnokává, melyet hosszas huzavona után 1704-ben a bécsi udvar is elfogadott. Ezzel létrejött a Báni végvidék (horvátul Banovina), mely katonai határőrvidék része lett. 1745-ben megalakult a Petrinya központú második báni ezred, melynek fennhatósága alá ez a vidék is tartozott.
1881-ben megszűnt a katonai közigazgatás és Zágráb vármegye Dvori járásának része lett. 1918-ban az új szerb-horvát-szlovén állam, majd később Jugoszlávia része lett. A második világháború idején a Független Horvát Állam része volt, de szerb lakossága fellázadt a fasiszta hatalom ellen. A falu 1991. június 25-én jogilag a független Horvátország része lett, de szerb lakói a Krajinai Szerb Köztársasághoz csatlakoztak. A falut 1995. augusztus 8-án a Vihar hadművelettel foglalta vissza a horvát hadsereg. A lakosság többsége elmenekült. Később néhány, főként idős ember visszatért, de a falu mára lényegében kihalófélben van. 2011-ben 5 állandó lakosa volt.

## Népesség
| Lakosság változása | Lakosság változása | Lakosság változása | Lakosság változása | Lakosság változása | Lakosság változása | Lakosság változása | Lakosság változása | Lakosság változása | Lakosság változása | Lakosság változása | Lakosság változása | Lakosság változása | Lakosság változása | Lakosság változása | Lakosság változása |
| ------------------ | ------------------ | ------------------ | ------------------ | ------------------ | ------------------ | ------------------ | ------------------ | ------------------ | ------------------ | ------------------ | ------------------ | ------------------ | ------------------ | ------------------ | ------------------ |
| 1857               | 1869               | 1880               | 1890               | 1900               | 1910               | 1921               | 1931               | 1948               | 1953               | 1961               | 1971               | 1981               | 1991               | 2001               | 2011               |
| 0                  | 0                  | 0                  | 587                | 594                | 497                | 404                | 505                | 417                | 434                | 379                | 325                | 260                | 214                | 4                  | 5                  |

(1857 és 1880 között lakosságát Gornji Žirovachoz számították.)